# Konrad Żegota
Konrad Żegota – wymyślona przez Zofię Kossak-Szczucką fikcyjna postać, która miała ukrywać przed osobami postronnymi rzeczywisty zakres działalności Rady Pomocy Żydom, ratującej Żydów przed Holocaustem.

## Historia
Najpierw Zofia Kossak użyła imienia Żegota, wywodzącego się od słowiańskiego słowa „żec” (czyli „palić”). Później dodała do niego imię Konrad. Jako datę urodzenia postaci ustalono 4 grudnia 1942 roku – dzień powołania do życia Rady Pomocy Żydom. Tego fikcyjnego nazwiska użyto jako skrótu nazwy organizacji Społeczny Tymczasowy Komitet im. Konrada Żegoty. Dnia 4 grudnia 1942 roku przekształcono Tymczasowy Komitet w tzw. Radę Pomocy Żydom przy Delegaturze Rządu na Kraj. Dla celów konspiracyjnych Rada przybrała kryptonim „Żegota”. Celem zastosowania nazwiska fikcyjnej postaci do nazwania nim organizacji pomagającej Żydom było unikanie przywoływania słowa „Żyd”, które w warunkach okupacyjnych mogło stwarzać zagrożenie dekonspiracji członków Żegoty oraz wzbudzać podejrzenie niemieckich okupantów bądź służących im donosicieli.

## Znaczenie
Prawdopodobnie oba imiona, zarówno Konrad jak i Żegota, Zofia Kossak zaczerpnęła z III części Dziadów polskiego poety, Adama Mickiewicza. W Wielkiej improwizacji Konrad jest poetą, który cierpi za cały naród: „Ja i ojczyzna to jedno, / Nazywam się Milijon – bo za milijony / Kocham i cierpię katusze”. W dramacie tym występuje również Żegota. Imię to nosi tam, jako jeden z konspiratorów, Ignacy Domeyko, członek Towarzystwa Filomatów, a także wileński przyjaciel Mickiewicza.